# سینت جوزف (ویرجینیای غربی)
سینت جوزف (به انگلیسی: Saint Joseph) یک منطقهٔ مسکونی در ایالات متحده آمریکا است که در شهرستان مارشال، ویرجینیای غربی واقع شده‌است. سینت جوزف ۴۲۷٫۰۳ متر بالاتر از سطح دریا واقع شده‌است.